# Natalla Karejwa
Natalla Karejwa (ur. 14 listopada 1985 w Lidzie) – białoruska lekkoatletka.

## Osiągnięcia
| Rok  | Zawody                                           | Miejsce                 | Pozycja | Dystans | Czas    |
| ---- | ------------------------------------------------ | ----------------------- | ------- | ------- | ------- |
| 2004 | Mistrzostwa Świata Juniorów w Lekkoatletyce      | Grosseto, Włochy        | 1.      | 800 m   | 2:01.47 |
| 2007 | Lekkoatletyka na Letniej Uniwersjadzie           | Bangkok, Tajlandia      | 5.      | 800 m   | 2:02.05 |
| 2008 | Halowy Puchar Europy w Lekkoatletyce             | Moskwa, Rosja           | 3.      | 1500 m  | 4:16.74 |
| 2010 | Halowe Mistrzostwa Świata w Lekkoatletyce        | Doha, Katar             | 9.      | 1500 m  | 4:12.76 |
| 2010 | Drużynowe Mistrzostwa Europy w Lekkoatletyce     | Bergen, Norwegia        | 3.      | 1500 m  | 4:07.98 |
| 2010 | Mistrzostwa Europy w Lekkoatletyce               | Barcelona, Hiszpania    | 13.     | 1500 m  | 4:06.89 |
| 2011 | Halowe Mistrzostwa Europy w Lekkoatletyce        | Paryż, Francja          | 22.     | 1500 m  | 4:22.30 |
| 2011 | Drużynowe Mistrzostwa Europy w Lekkoatletyce     | Sztokholm, Szwecja      | 4.      | 1500 m  | 4:07.76 |
| 2011 | Mistrzostwa Świata w Lekkoatletyce               | Daegu, Korea Południowa | 19.     | 1500 m  | 4:12.03 |
| 2012 | Halowe Mistrzostwa Świata w Lekkoatletyce        | Stambuł, Turcja         | 4.      | 1500 m  | 4:10.12 |
| 2012 | Lekkoatletyka na Letnich Igrzyskach Olimpijskich | Londyn Anglia           | 7.      | 1500 m  | 4:11.58 |